# シャム派
シャム派 (Siam nikāyaまたはSiamopāli nikāya)は、スリランカ仏教の出家比丘僧伽(サンガ）である。

## 概要
1750年に当時の王朝がタイ（シャム）に要請し1753年に比丘サンガを復興させた経緯から、シャム派と名乗っている。

## 特徴
- スリランカのサンガは16世紀に衰退し固有の戒統は失われていた。シャム派の戒統は1753年の比丘サンガの復興まで遡る。しかしタイの出家比丘サンガは13世紀にビルマ経由でスリランカに由来するため、現代のスリランカサンガは古代からの戒統を継承している[2]。
- 部派仏教として扱われる事もある、分別説部の流れを汲む僧団のひとつである。
- スリランカ仏教の出家比丘サンガ主要三派（アマラプラ派、ラーマンニャ派、シャム派）のうち最大勢力である。[3]
- 現存するスリランカ仏教の比丘サンガの中では最も歴史が古い派である。
- アスギリヤ寺とマルワッタ寺が両本山であり、共同して古都キャンディの仏歯寺を管理している。
- 寺院の敷地内には、かならずヒンドゥーの神が祭ってある。[4]
- 最高位の僧であるマハーナーヤカの就任は大統領が命じることになっている。[5]
- シャム派は教団への加入を支配的な土地所有カーストだったゴイガマ（農民）カーストに限定したことから他カーストの反発を招き、アマラプラ派の分立を招いた。シャム派は今日までこの制限を維持してきた。[6][7]

## 参考
- スリランカの仏教
- 東南アジアの仏教
- 上座部仏教